# وتامپکا (آلاباما)
وتامپکا (به انگلیسی: Wetumpka) شهرکی در شهرستان المور ایالت آلاباما است که مساحت آن ۲۷٫۱۹ کیلومترمربع است و در سرشماری سال ۲۰۱۰ میلادی، ۶٬۵۲۸ نفر جمعیت داشته و تراکم جمعیتی آن، ۲۴۰٫۰۹ نفر در کیلومترمربع بوده است.

## نگارخانه

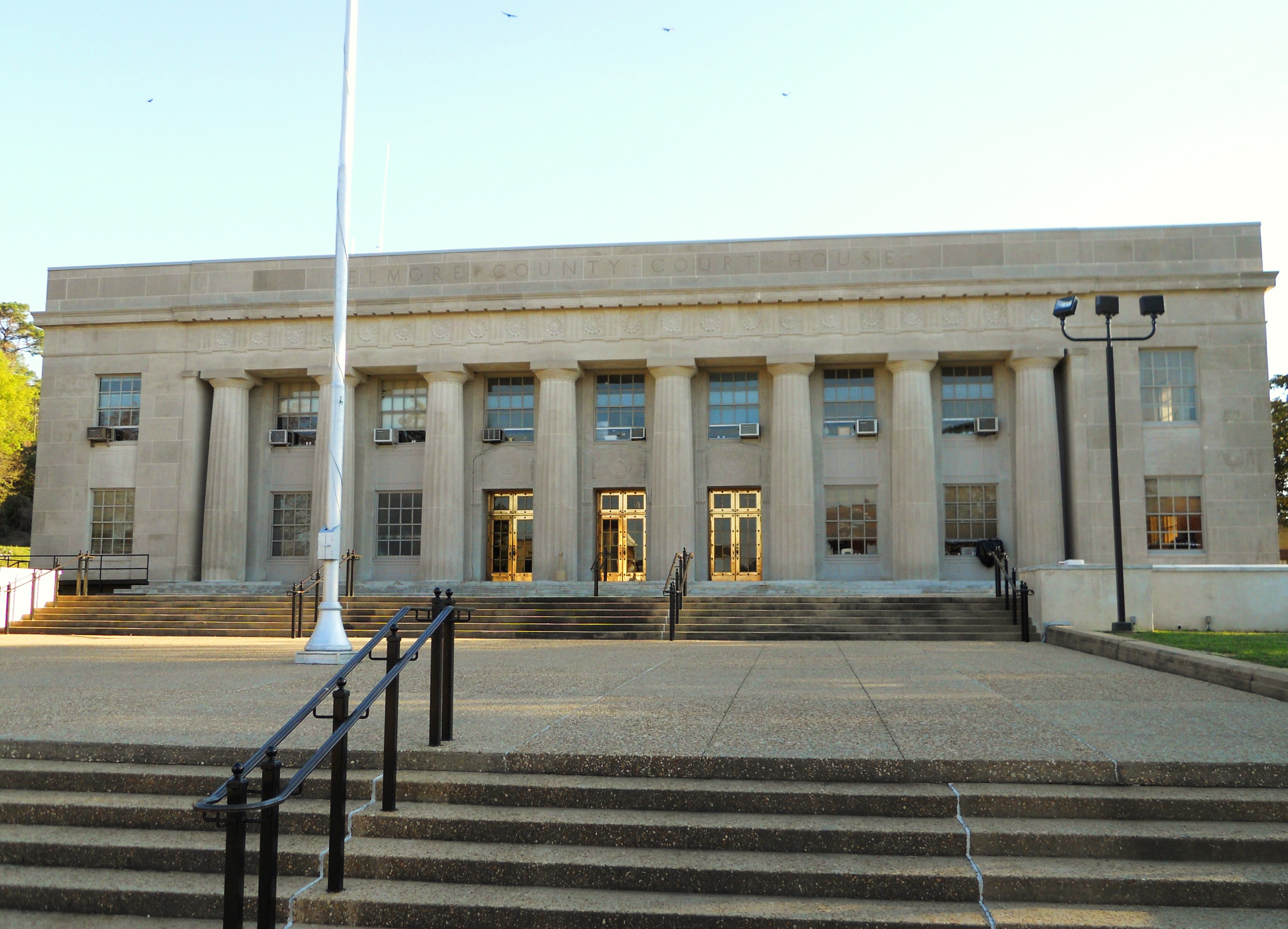
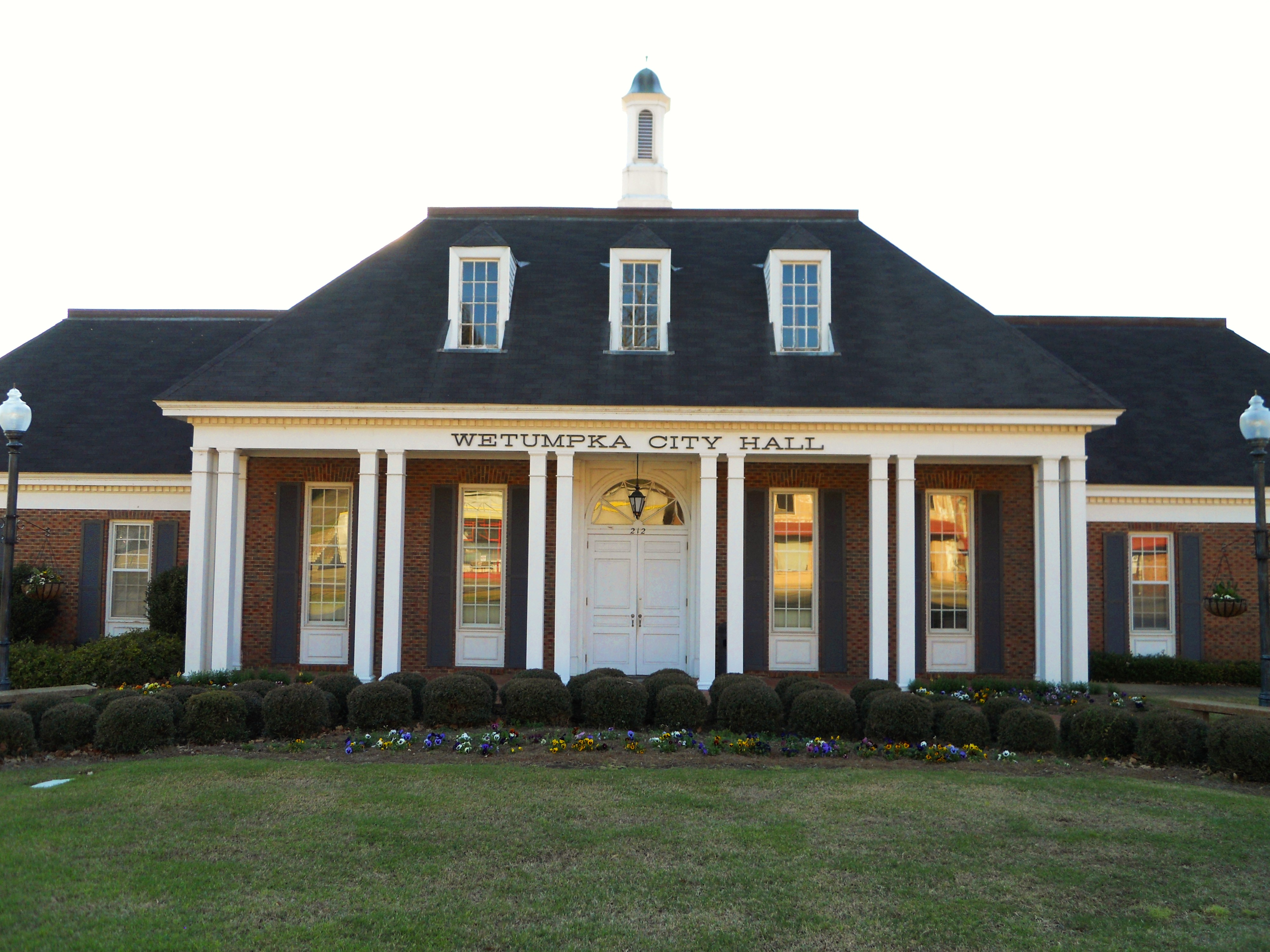
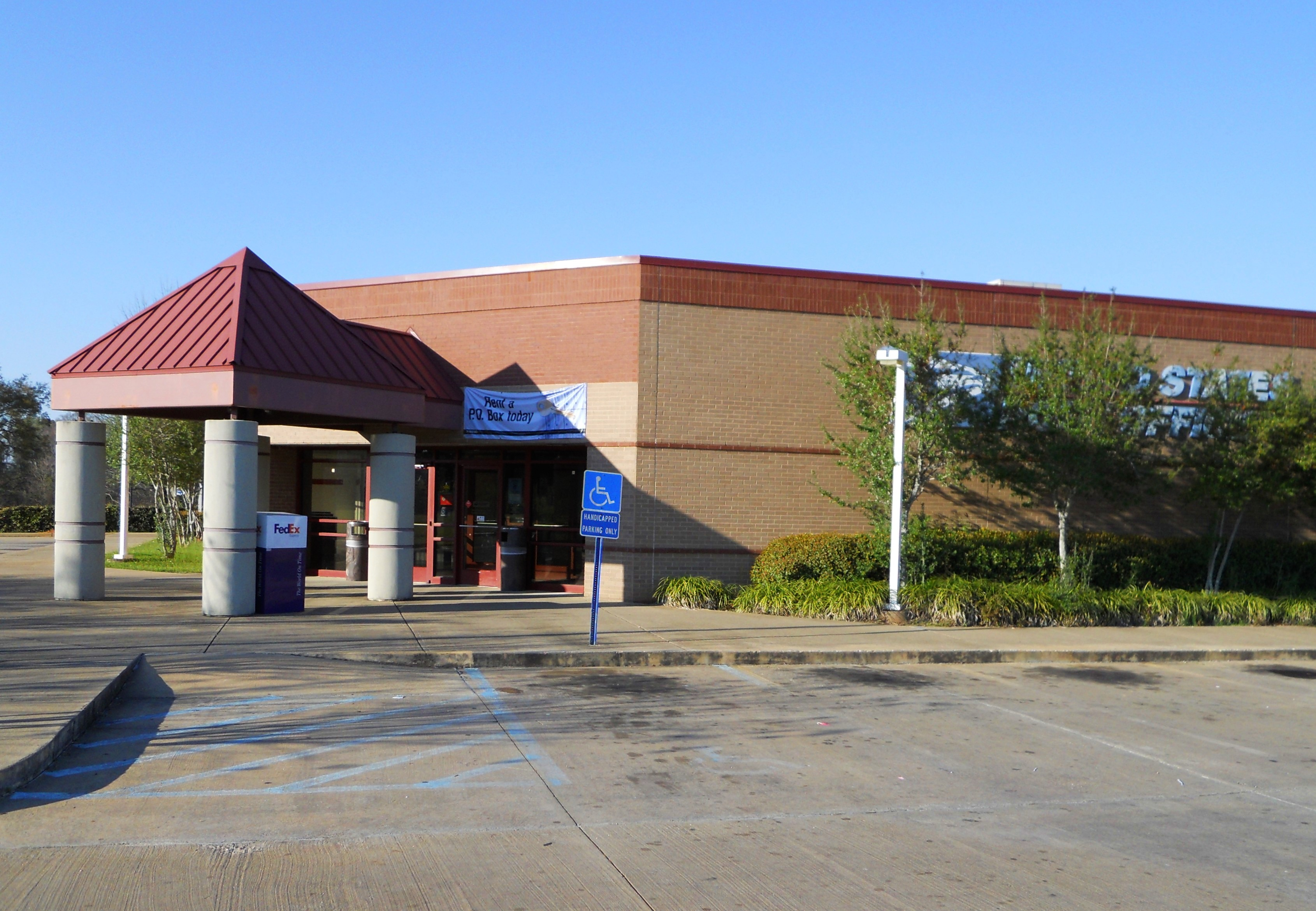
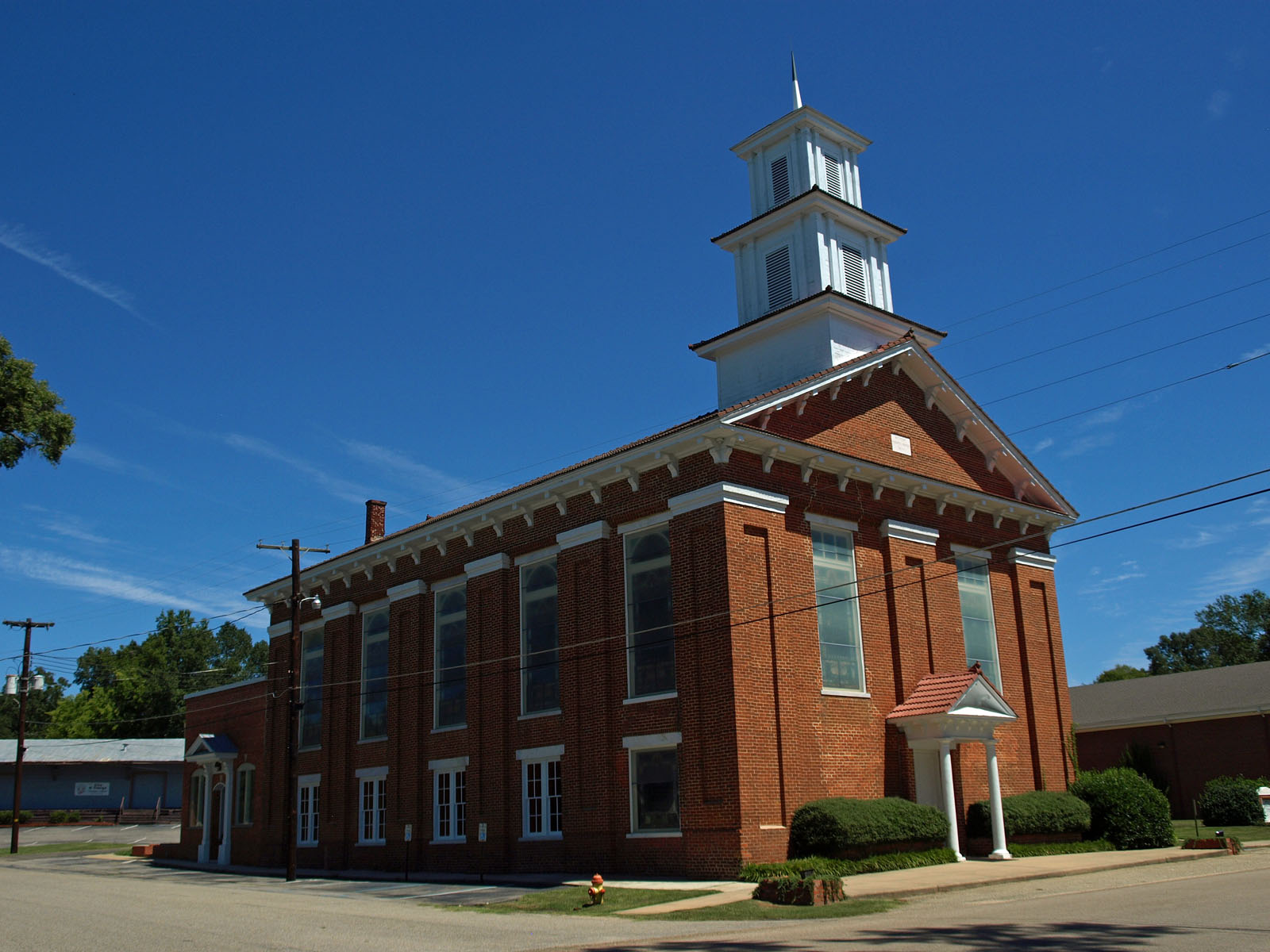
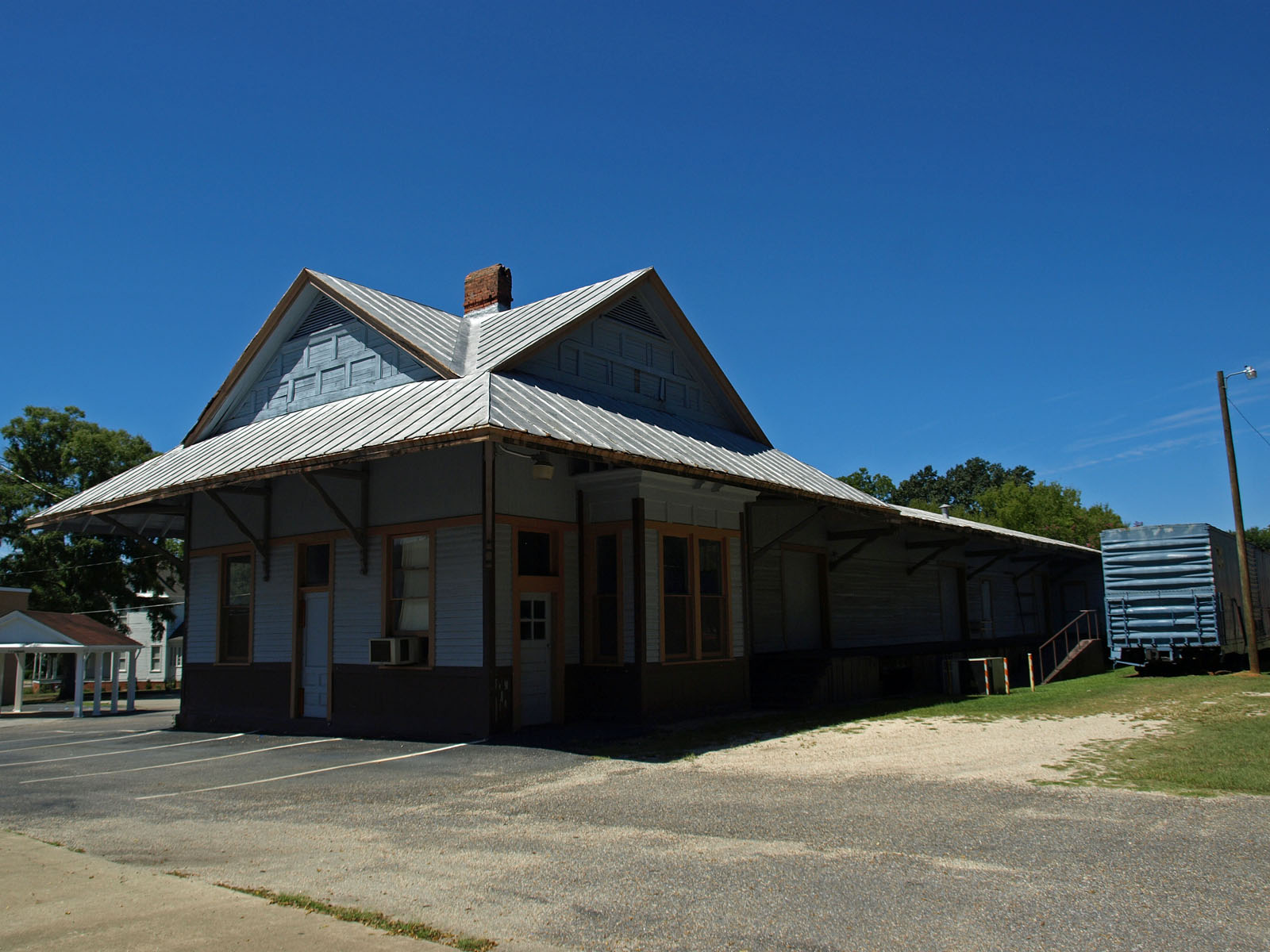
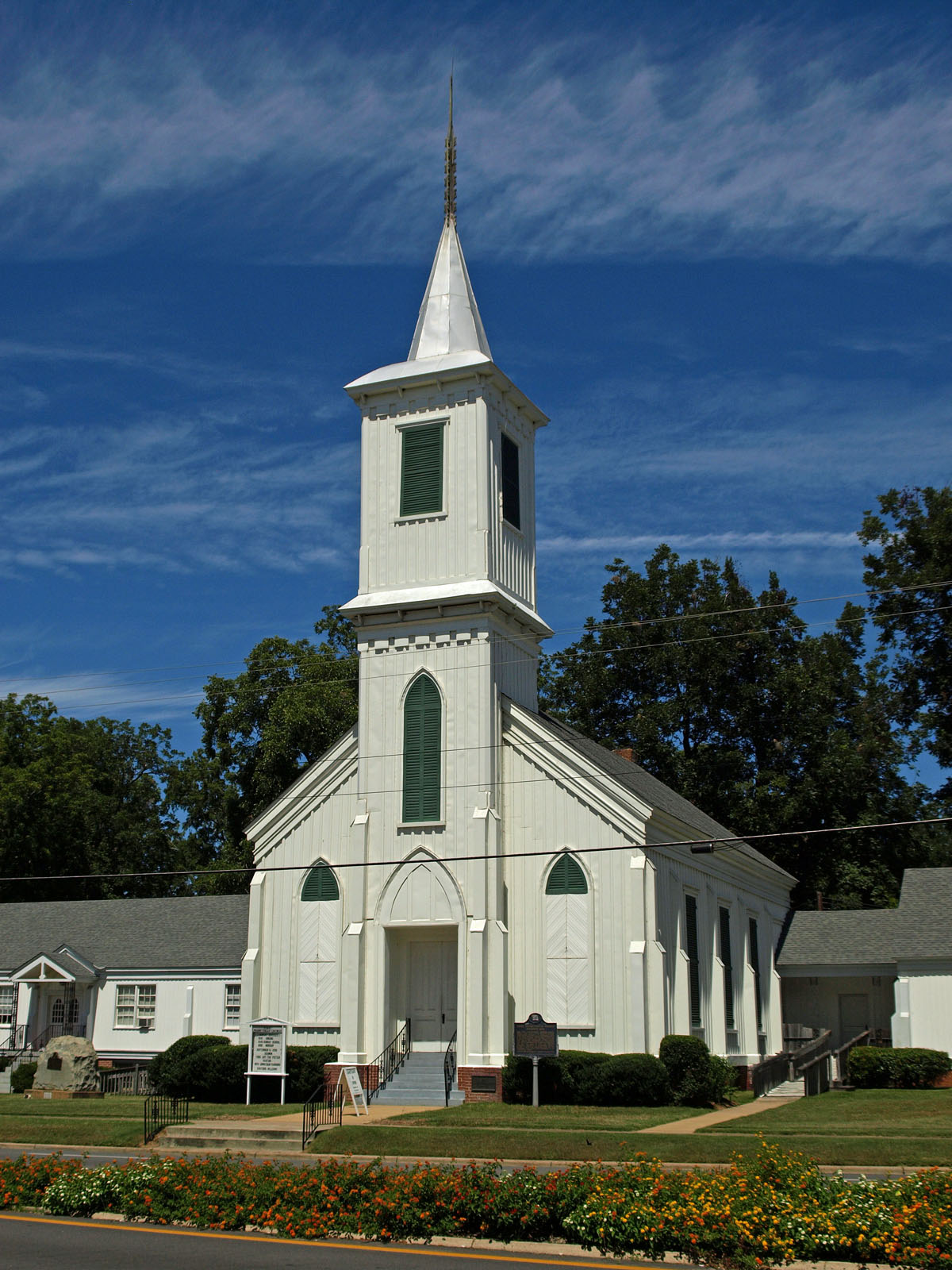
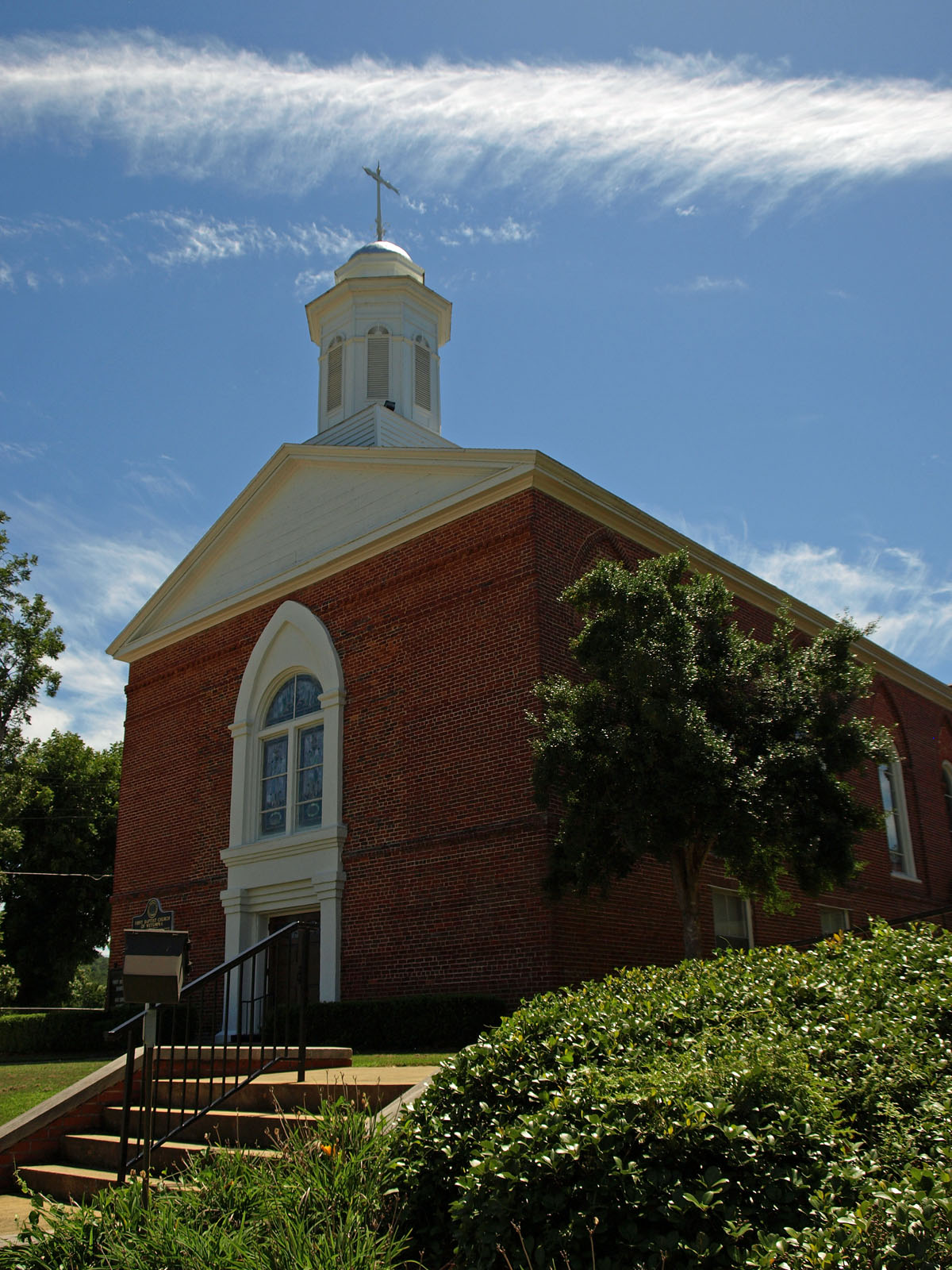
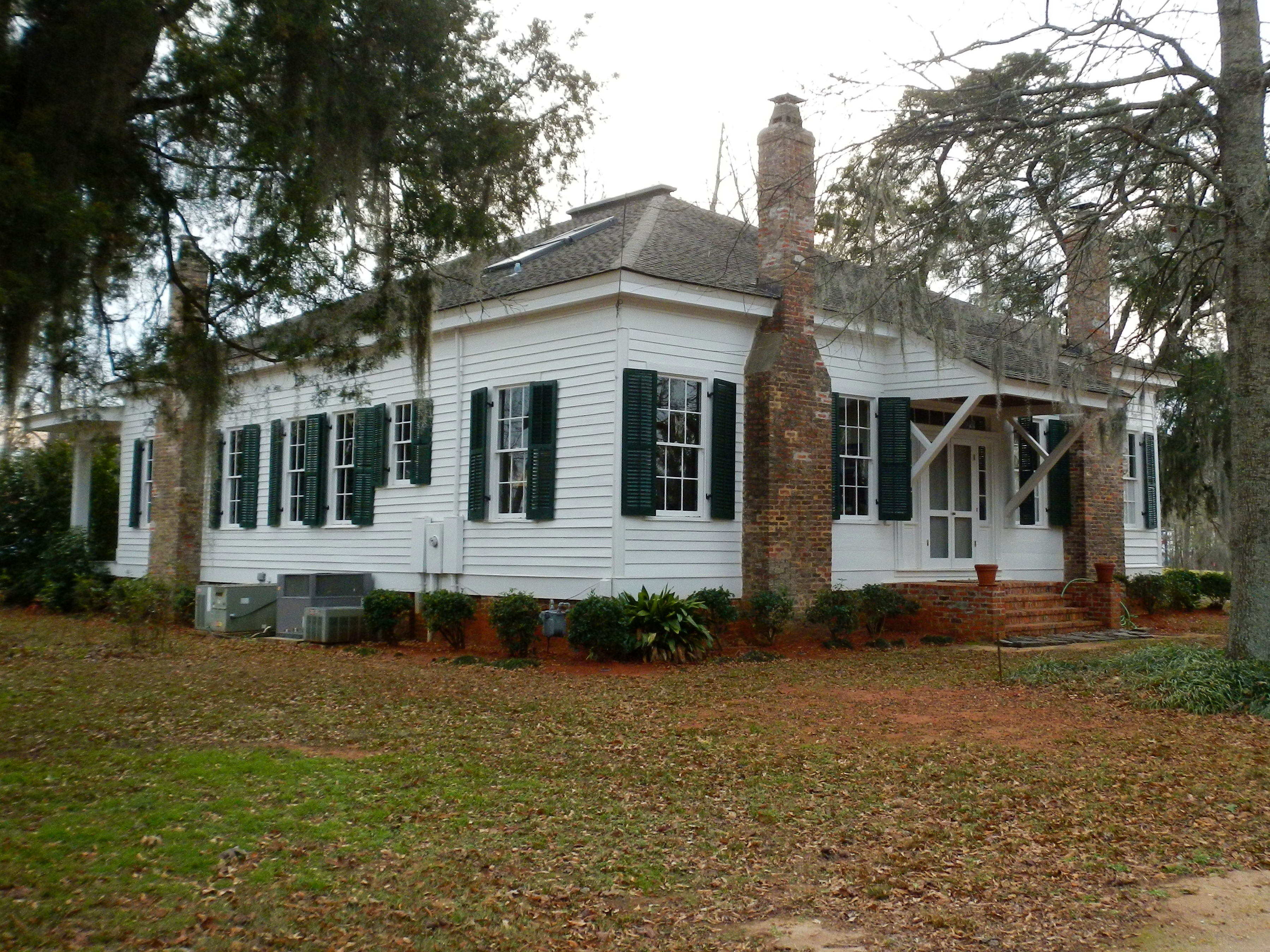
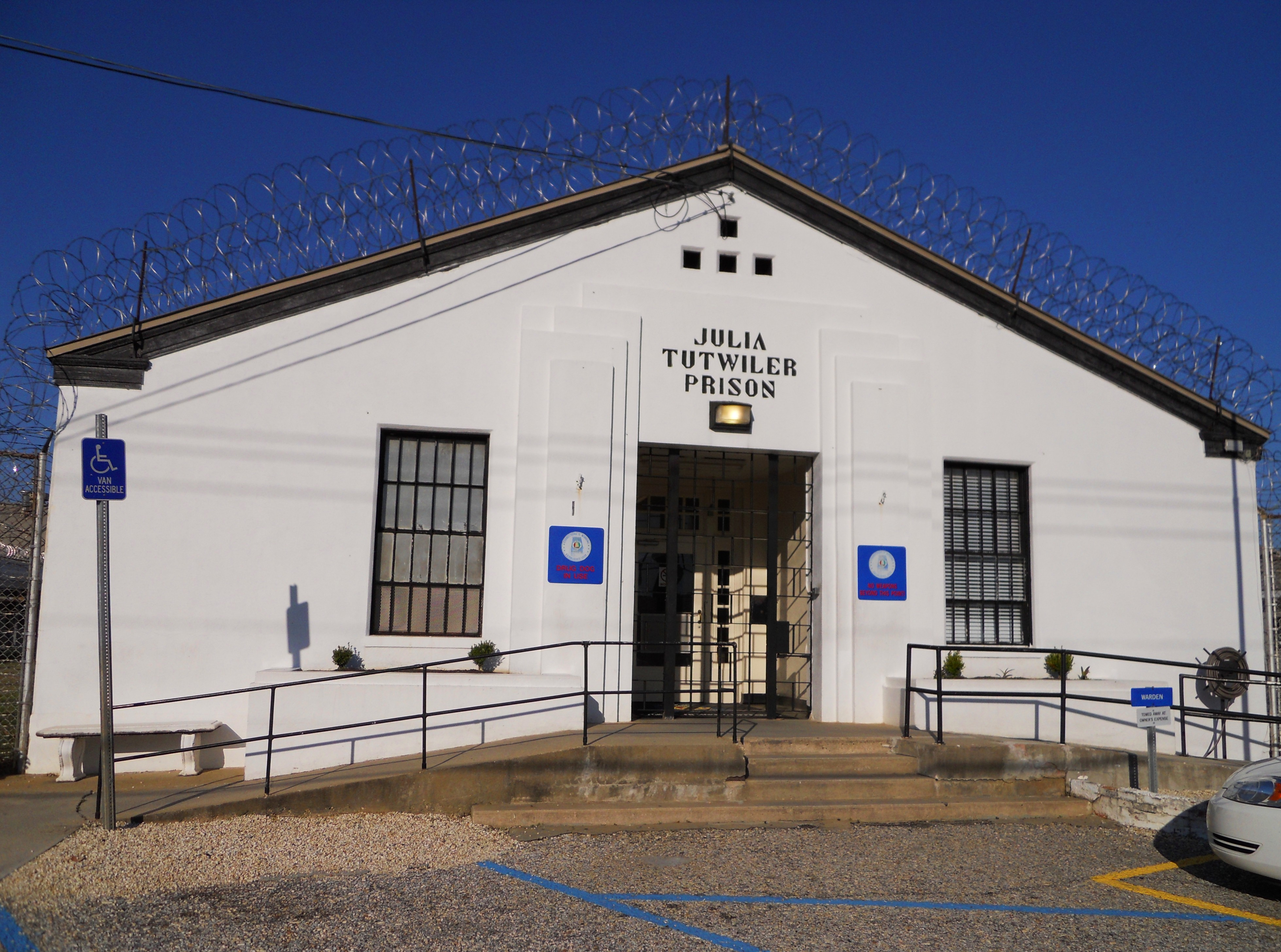